# Mobiliário Art Nouveau

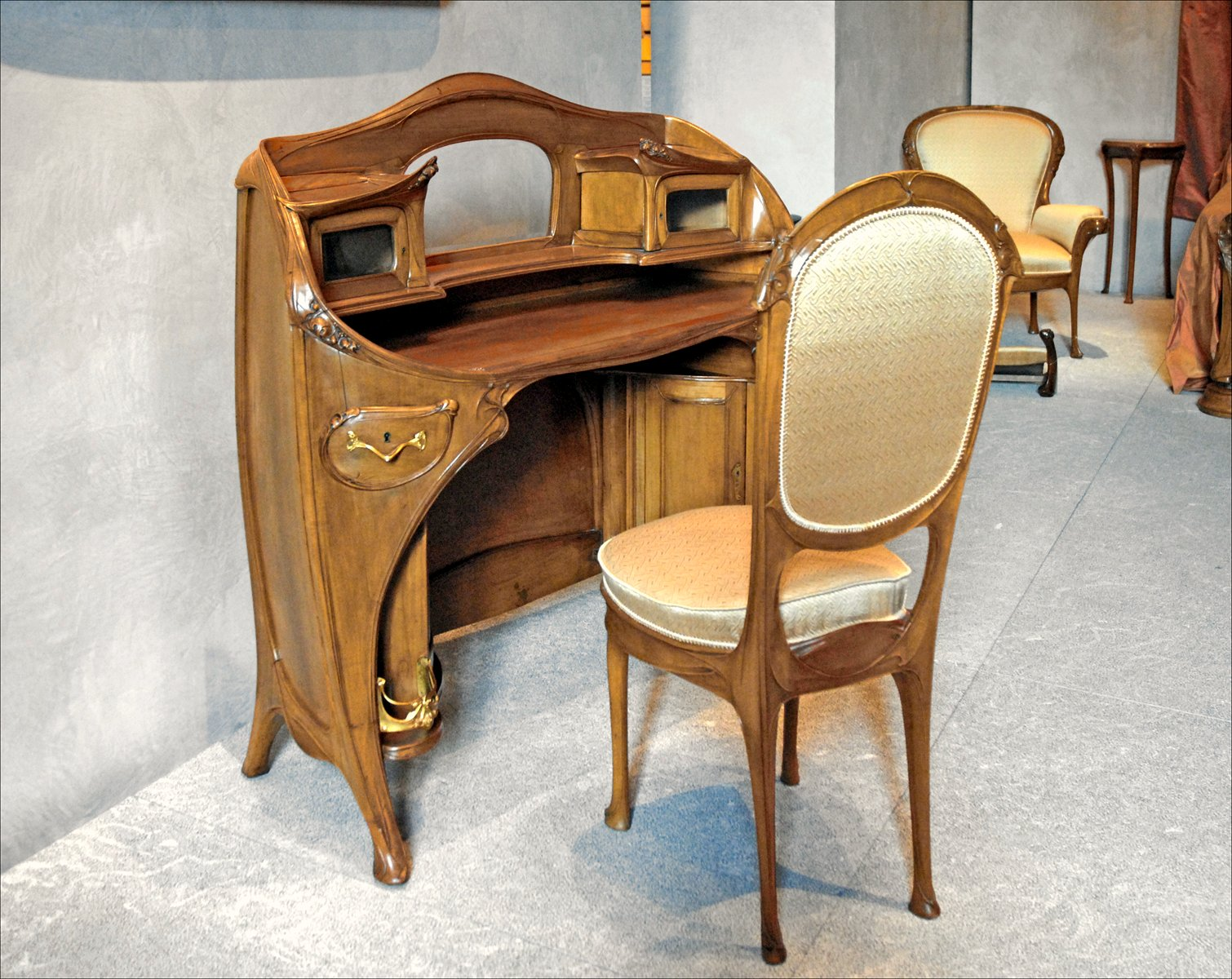
Mesa e cadeira por Hector Guimard, 1909-12

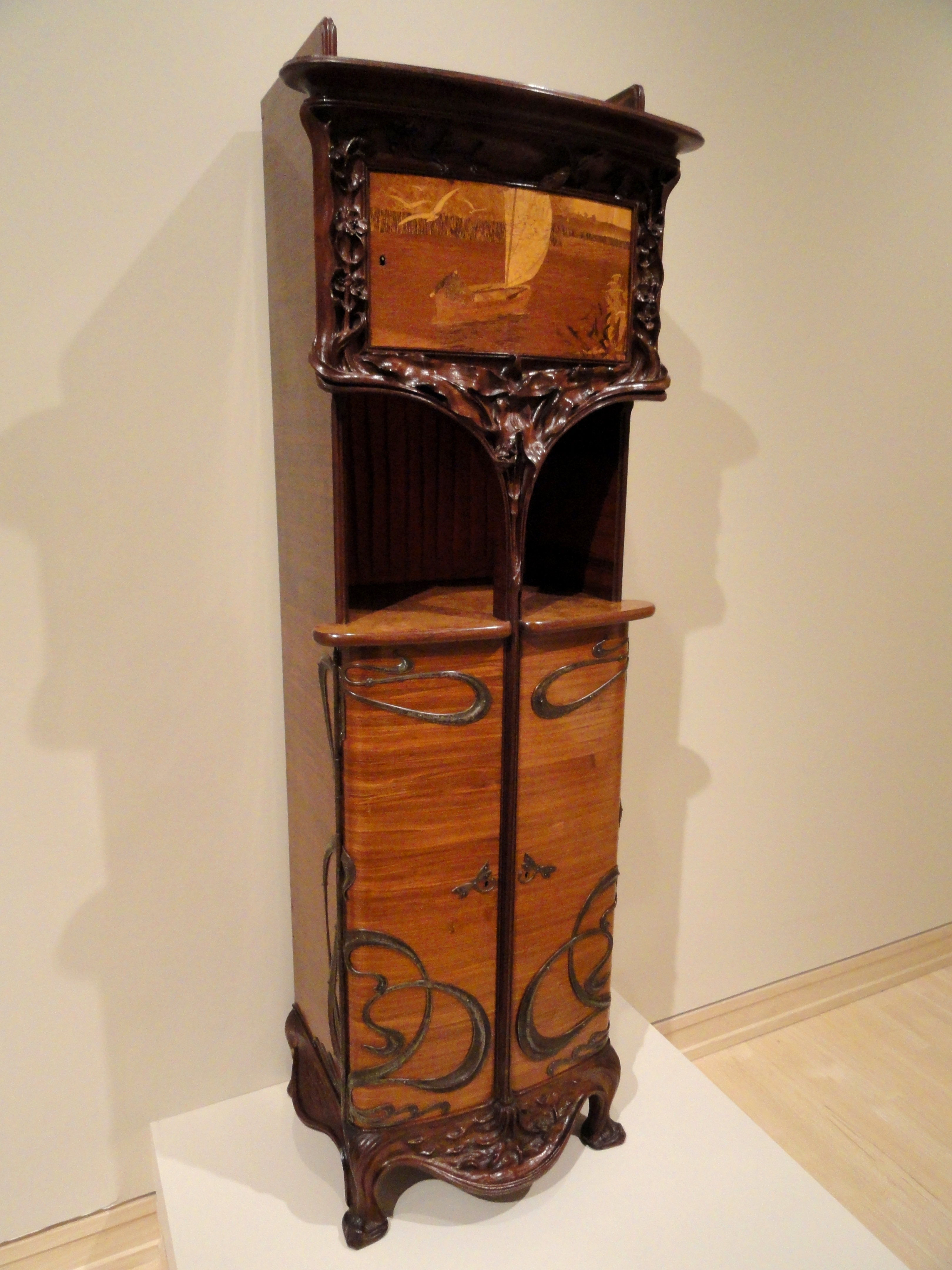
Armário por Louis Majorelle, por volta de 1900

Peças de mobília criadas no estilo Art Nouveau foram proeminentes desde o final do século XIX até a Primeira Guerra Mundial. Ao contrário dos móveis feitos pelo movimento Arts and Crafts, do qual evoluiu em aspectos estilísticos, a maioria dos móveis Art Nouveau era produzida em fábricas, com técnicas industriais, o que levou a tensões com figuras do Arts and Crafts na Inglaterra, que criticavam a mobília Art Nouveau continental por não ser "honestamente" construída. Elas também tendiam a ser caras, já que um acabamento fino, geralmente polido ou envernizado, era considerado essencial, e os desenhos continentais eram geralmente muito complexos, com formas curvas que eram caras de fazer. Não substituiu de modo algum outros estilos de mobiliário, que continuaram a ser populares, com os estilos Art Nouveau restritos a uma categoria de "móveis de arte". O estilo foi nomeado pela galeria e loja Maison de l'Art Nouveau de Siegfried Bing em Paris, que abriu em 1895, e na França e na Bélgica, designers de móveis assumiram o estilo com mais entusiasmo do que os da maioria dos países.
Vários designers notáveis foram arquitetos que projetaram móveis para edifícios específicos que eles também projetaram, uma forma de trabalhar herdada do movimento Arts and Crafts, que incluem Charles Rennie Mackintosh, Antoni Gaudí, Hector Guimard e Victor Horta. A mobília de Mackintosh era relativamente austera e geométrica, marcada por dimensões alongadas e ângulos retos. Desenhos continentais eram muito mais elaborados, muitas vezes usando formas curvas, tanto nas formas básicas da peça, quanto em motivos decorativos aplicados. De muitas maneiras, o antigo estilo e as técnicas clássicas da mobília rococó francesa do século XVIII foram reinterpretados em um novo estilo. Vernizes de luxo eram utilizados nos móveis dos principais marceneiros Georges de Feure e outros.
Alphonse Mucha produzido alguns projetos, mas esteve pouco envolvido com a produção. A École de Nancy, na França, a Wiener Werkstätte, em Viena, e o Deutscher Werkbund, na Alemanha, eram agrupamentos que incluiam muitos designers de mobiliário Art Nouveau. A Exposição Universal de Paris em 1900, foi uma importante vitrine para os designers, e a Prima Esposizione Internazionale d'Arte Decorativa Moderna em Turim , em 1902, fortemente destacou o trabalho do designer de móveis Carlo Bugatti, de Milão.

## Designers
- Ernesto Basile
- Gustave Serrurier-Bovy
- Carlo Bugatti
- Vittorio Ducrot
- Émile Galle
- Antoni Gaudí
- Hector Guimard
- Paul Hankar
- Josef Hoffmann
- Victor Horta
- Archibald Knox
- Louis Majorelle
- Charles Rennie Mackintosh
- Henry van de Velde
- Eugène Vallin

## Galeria

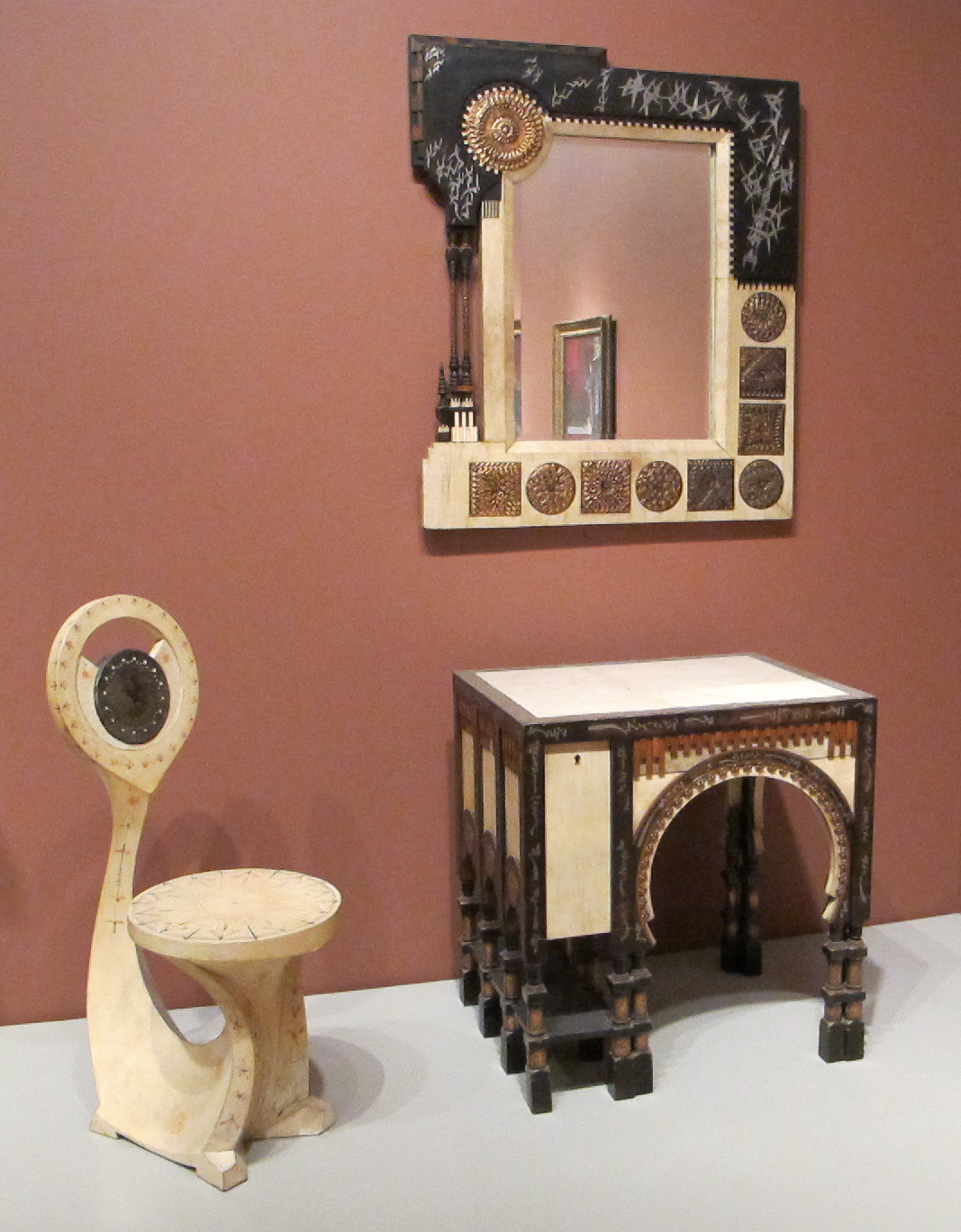
Cadeira, mesa, e espelho, Carlo Bugatti
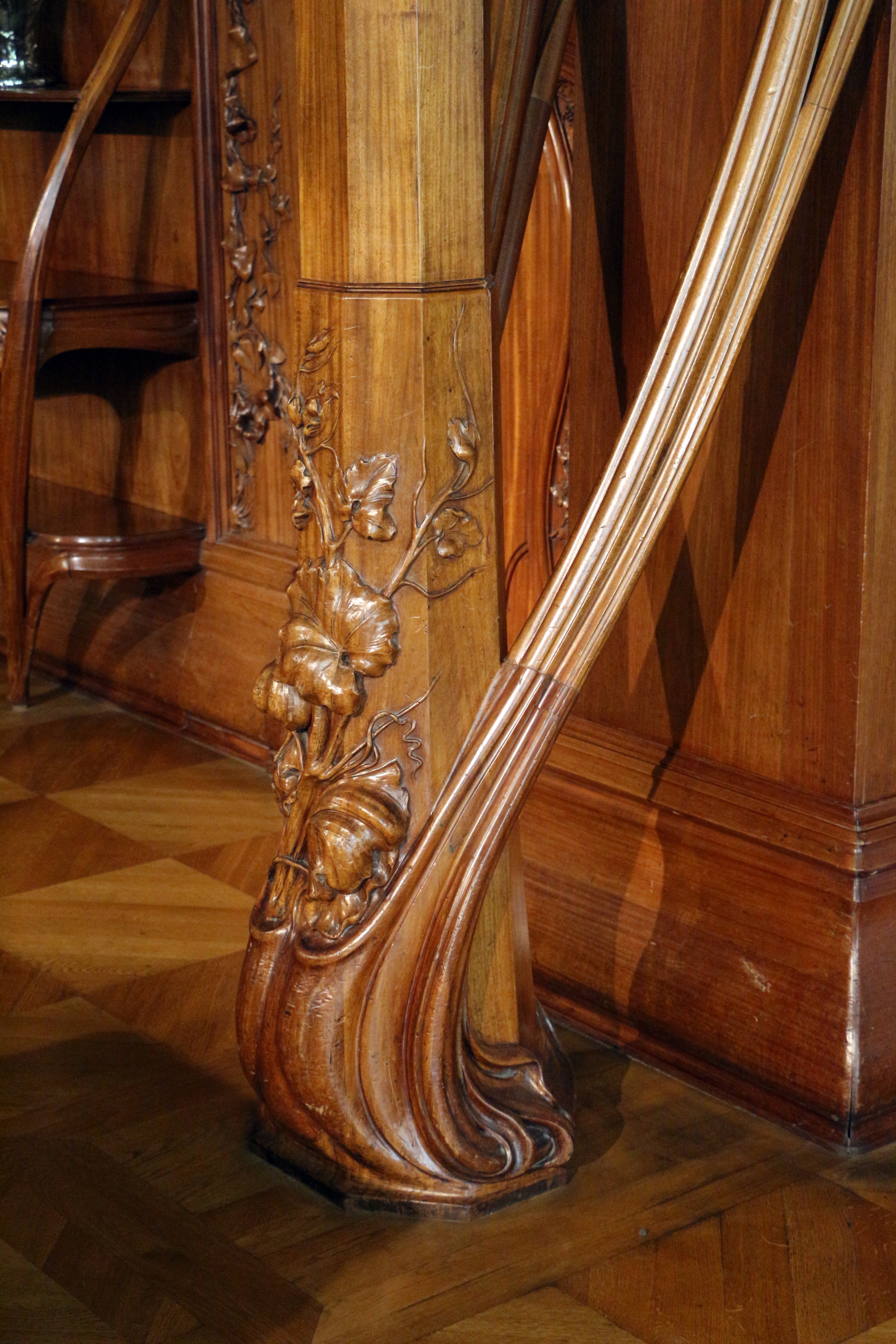
Marcenaria para uma sala de jantar por Alexandre Charpentier, entre 1900 e 1901
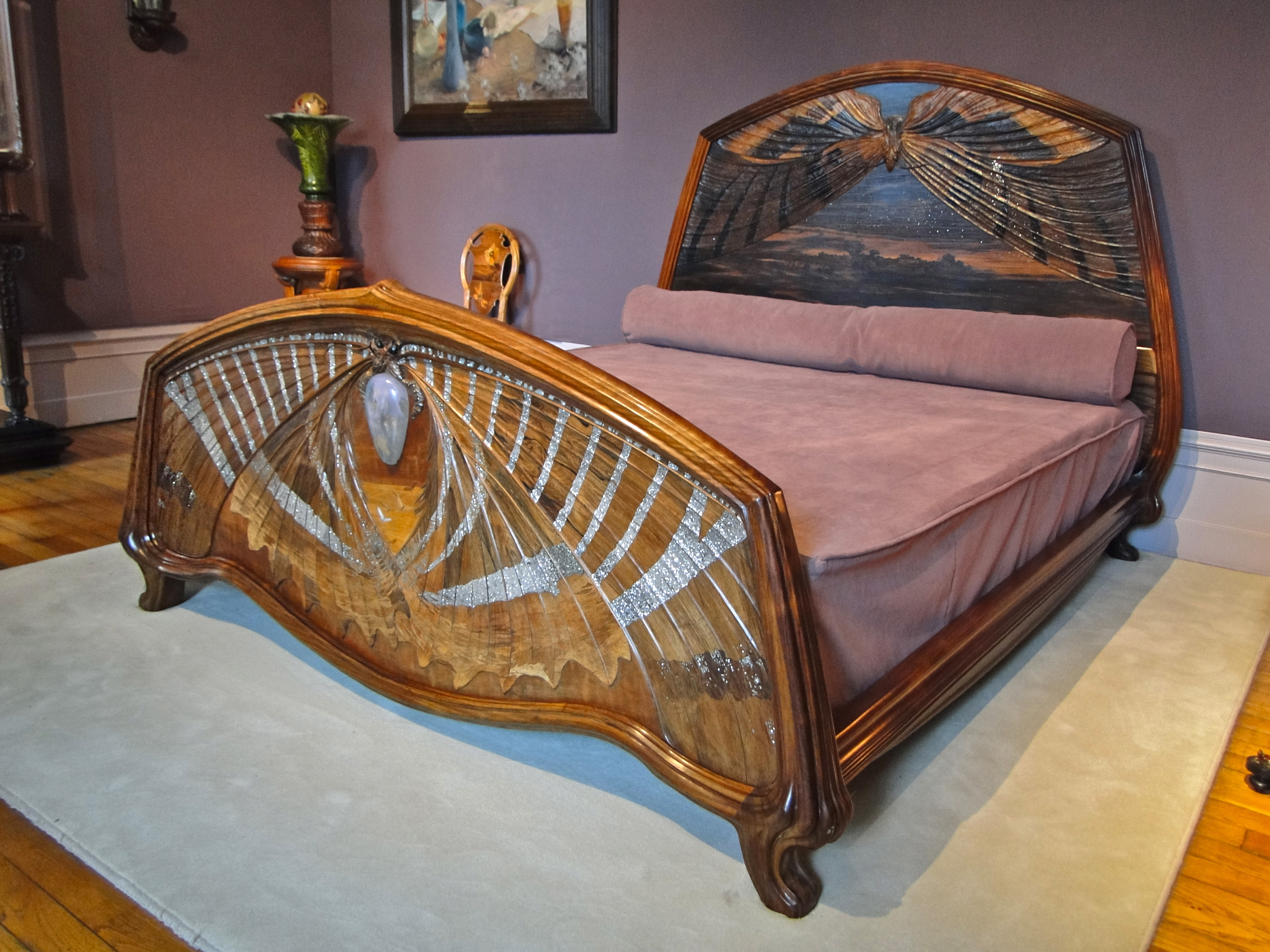
Cama "Amanhecer e Crepúsculo" (Aube et Crépuscule)) por Émile Galle, 1904.
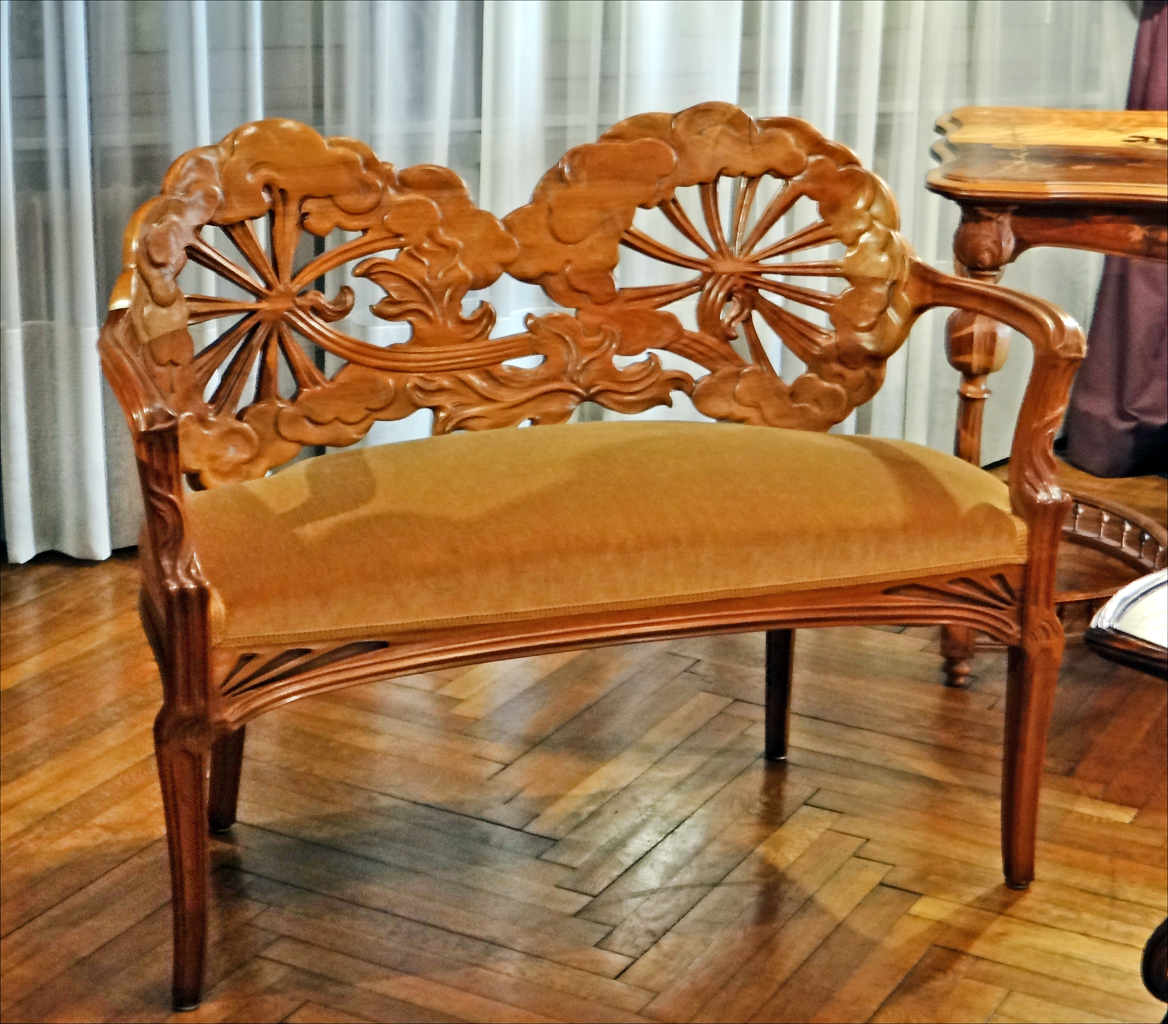
Bancada de Émile Galle, 1902.
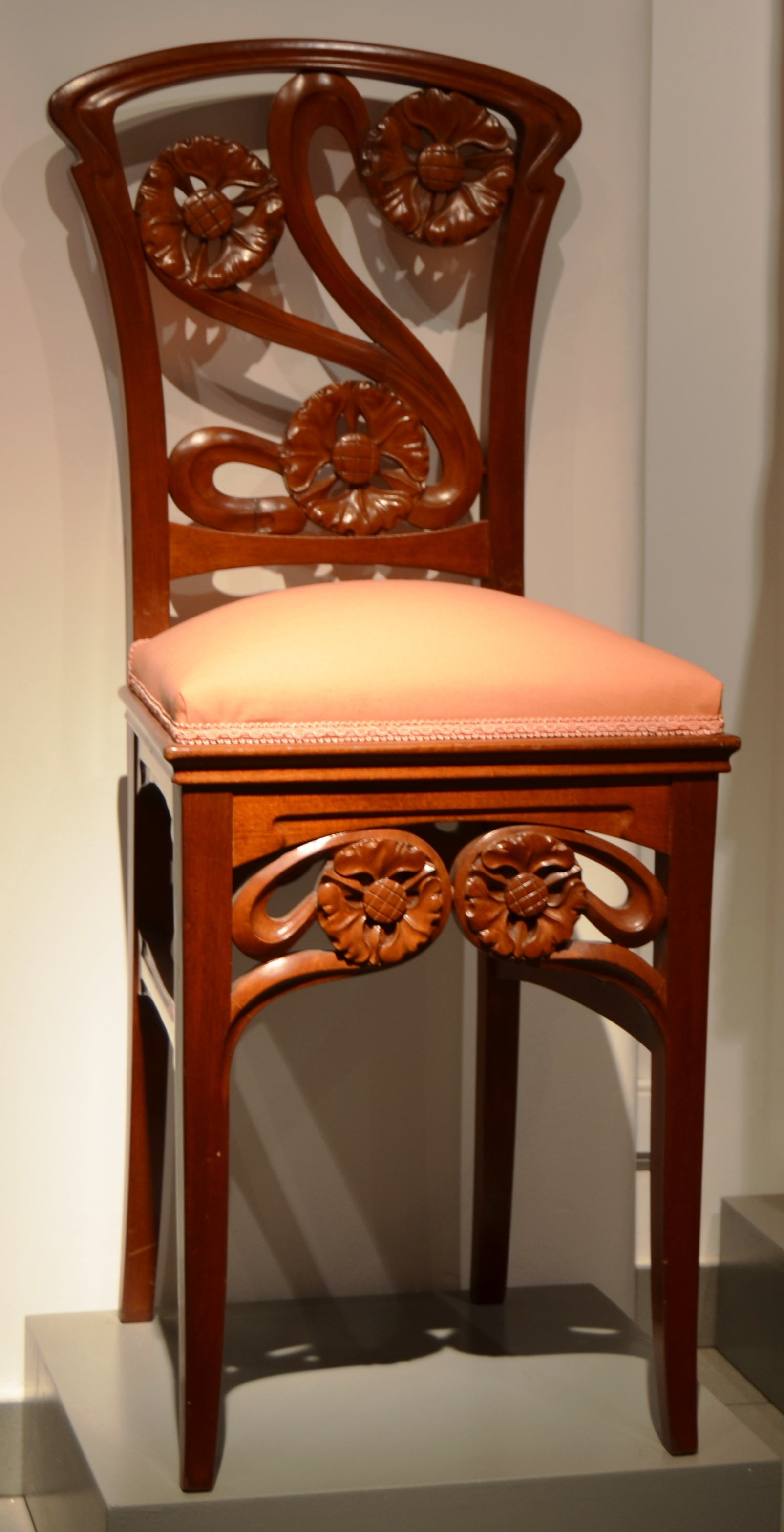
Cadeira de piano do artista modernista Gaspar Homar i Mezquida